# 伊爾林齊 (博爾茲納區)
51°14′36″N 32°10′57″E / 51.24333°N 32.18250°E
伊爾林齊（烏克蘭語：Іллінці），是烏克蘭北部的村莊，隸屬切爾尼希夫州的尼任區。該村面積0.001平方公里，海拔高度123米，2006年該村落人口134。